# Côn Minh

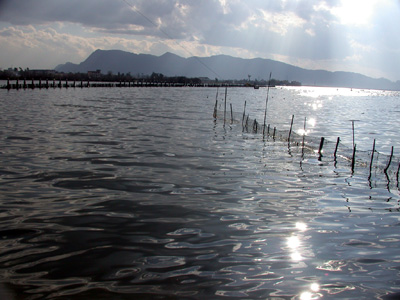
Hồ Điền

Côn Minh (tiếng Trung: 昆明; bính âm: Kūnmíng; Wade-Giles: K'un-ming) là thủ phủ tỉnh Vân Nam, Trung Quốc, dân số nội thị năm 2006 khoảng 1.055.000 người. Vị trí địa lý: nằm bờ phía nam của hồ Điền Trì (hồ Côn Minh). Thành phố thường được gọi là Xuân Thành (春城, tức "thành phố mùa xuân"). Thành phố ở độ cao trung bình khoảng 1.892 m so với mực nước biển. Thành phố có 2.400 năm lịch sử, là trung tâm văn hóa, kinh tế, giao thông của tỉnh Vân Nam.

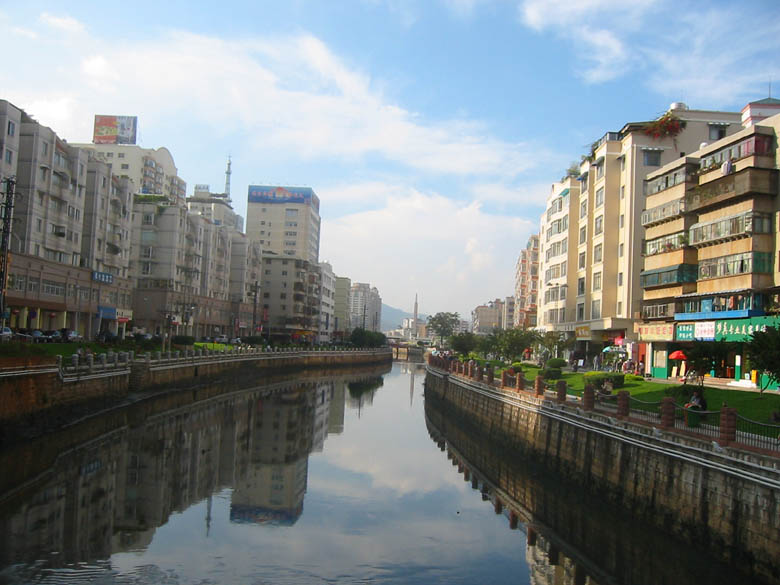
Một con kênh ở trung tâm Côn Minh

## Kinh tế
Nền kinh tế của Côn Minh xếp thứ 14 trong các thành phố Trung Quốc năm 1992. Nhiều tuyến đường sắt, và đường bộ đã được xây dựng để nối Côn Minh với Thái Lan, Việt Nam và Lào nhằm giúp Côn Minh có đường ra cảng biển. Côn Minh tham gia tích cực vào Tiểu vùng Mekong mở rộng (bao gồm: Campuchia, Lào, Myanma (Miến Điện), Thái Lan và Việt Nam.

## Lịch sử
Thành phố có thể được xem có thời gian hình thành năm 279 trước Công nguyên. Năm 765, thành phố Thác Đông (拓东) được thành lập.
Vào thế kỷ 13, Marco Polo đã đến đây và đã viết về vùng đất này trong nhật ký. Thành phố được hoàng đế nhà Nguyên đổi tên thành Côn Minh vào năm 1276.
Vào thế kỷ 14, Côn Minh được nhà Minh chiếm lại và cho xây một bức tường bao quanh thành phố Côn Minh ngày nay. Đây cũng là nơi mà Vĩnh Lịch đế , vị vua cuối cùng của nhà Nam Minh cùng gia quyến đã tự vẫn .
Vào thế kỷ 19, Côn Minh chịu sự kiểm soát của quân nổi loạn dưới sự lãnh đạo của Đỗ Văn Tú (杜文秀) vua của Đại Lý quốc từ 1858 đến 1868. Nhiều thập kỷ sau, Côn Minh bắt đầu chịu ảnh hưởng của phương Tây.

## Khí hậu
| Dữ liệu khí hậu của Côn Minh (trung bình vào 1971–2000, cực độ 1951–2010) | Dữ liệu khí hậu của Côn Minh (trung bình vào 1971–2000, cực độ 1951–2010) | Dữ liệu khí hậu của Côn Minh (trung bình vào 1971–2000, cực độ 1951–2010) | Dữ liệu khí hậu của Côn Minh (trung bình vào 1971–2000, cực độ 1951–2010) | Dữ liệu khí hậu của Côn Minh (trung bình vào 1971–2000, cực độ 1951–2010) | Dữ liệu khí hậu của Côn Minh (trung bình vào 1971–2000, cực độ 1951–2010) | Dữ liệu khí hậu của Côn Minh (trung bình vào 1971–2000, cực độ 1951–2010) | Dữ liệu khí hậu của Côn Minh (trung bình vào 1971–2000, cực độ 1951–2010) | Dữ liệu khí hậu của Côn Minh (trung bình vào 1971–2000, cực độ 1951–2010) | Dữ liệu khí hậu của Côn Minh (trung bình vào 1971–2000, cực độ 1951–2010) | Dữ liệu khí hậu của Côn Minh (trung bình vào 1971–2000, cực độ 1951–2010) | Dữ liệu khí hậu của Côn Minh (trung bình vào 1971–2000, cực độ 1951–2010) | Dữ liệu khí hậu của Côn Minh (trung bình vào 1971–2000, cực độ 1951–2010) | Dữ liệu khí hậu của Côn Minh (trung bình vào 1971–2000, cực độ 1951–2010) |
| Tháng                                                                     | 1                                                                         | 2                                                                         | 3                                                                         | 4                                                                         | 5                                                                         | 6                                                                         | 7                                                                         | 8                                                                         | 9                                                                         | 10                                                                        | 11                                                                        | 12                                                                        | Năm                                                                       |
| ------------------------------------------------------------------------- | ------------------------------------------------------------------------- | ------------------------------------------------------------------------- | ------------------------------------------------------------------------- | ------------------------------------------------------------------------- | ------------------------------------------------------------------------- | ------------------------------------------------------------------------- | ------------------------------------------------------------------------- | ------------------------------------------------------------------------- | ------------------------------------------------------------------------- | ------------------------------------------------------------------------- | ------------------------------------------------------------------------- | ------------------------------------------------------------------------- | ------------------------------------------------------------------------- |
| Cao kỉ lục °C (°F)                                                        | 23.3 (73.9)                                                               | 25.6 (78.1)                                                               | 28.2 (82.8)                                                               | 30.4 (86.7)                                                               | 31.5 (88.7)                                                               | 31.3 (88.3)                                                               | 30.3 (86.5)                                                               | 30.3 (86.5)                                                               | 30.4 (86.7)                                                               | 27.4 (81.3)                                                               | 25.3 (77.5)                                                               | 25.1 (77.2)                                                               | 31.5 (88.7)                                                               |
| Trung bình ngày tối đa °C (°F)                                            | 15.4 (59.7)                                                               | 17.2 (63.0)                                                               | 20.7 (69.3)                                                               | 23.8 (74.8)                                                               | 24.4 (75.9)                                                               | 24.1 (75.4)                                                               | 24.0 (75.2)                                                               | 24.1 (75.4)                                                               | 22.7 (72.9)                                                               | 20.5 (68.9)                                                               | 17.5 (63.5)                                                               | 15.1 (59.2)                                                               | 20.8 (69.4)                                                               |
| Trung bình ngày °C (°F)                                                   | 8.1 (46.6)                                                                | 9.9 (49.8)                                                                | 13.2 (55.8)                                                               | 16.6 (61.9)                                                               | 19.0 (66.2)                                                               | 19.9 (67.8)                                                               | 19.8 (67.6)                                                               | 19.4 (66.9)                                                               | 17.8 (64.0)                                                               | 15.4 (59.7)                                                               | 11.6 (52.9)                                                               | 8.2 (46.8)                                                                | 14.9 (58.8)                                                               |
| Tối thiểu trung bình ngày °C (°F)                                         | 2.3 (36.1)                                                                | 3.6 (38.5)                                                                | 6.4 (43.5)                                                                | 10.1 (50.2)                                                               | 14.3 (57.7)                                                               | 16.7 (62.1)                                                               | 16.9 (62.4)                                                               | 16.2 (61.2)                                                               | 14.6 (58.3)                                                               | 11.9 (53.4)                                                               | 7.3 (45.1)                                                                | 3.1 (37.6)                                                                | 10.3 (50.5)                                                               |
| Thấp kỉ lục °C (°F)                                                       | −5.4 (22.3)                                                               | −2.9 (26.8)                                                               | −5.2 (22.6)                                                               | 0.5 (32.9)                                                                | 5.5 (41.9)                                                                | 9.2 (48.6)                                                                | 11.6 (52.9)                                                               | 8.8 (47.8)                                                                | 6.2 (43.2)                                                                | 2.4 (36.3)                                                                | −2.9 (26.8)                                                               | −7.8 (18.0)                                                               | −7.8 (18.0)                                                               |
| Lượng Giáng thủy trung bình mm (inches)                                   | 15.8 (0.62)                                                               | 15.8 (0.62)                                                               | 19.6 (0.77)                                                               | 23.5 (0.93)                                                               | 97.4 (3.83)                                                               | 180.9 (7.12)                                                              | 202.2 (7.96)                                                              | 204.0 (8.03)                                                              | 119.2 (4.69)                                                              | 79.1 (3.11)                                                               | 42.4 (1.67)                                                               | 11.3 (0.44)                                                               | 1.011,3 (39.81)                                                           |
| Số ngày giáng thủy trung bình (≥ 0.1 mm)                                  | 4.4                                                                       | 4.6                                                                       | 5.5                                                                       | 6.8                                                                       | 12.2                                                                      | 17.4                                                                      | 20.3                                                                      | 19.3                                                                      | 15.8                                                                      | 13.0                                                                      | 7.3                                                                       | 3.8                                                                       | 130.4                                                                     |
| Độ ẩm tương đối trung bình (%)                                            | 68                                                                        | 63                                                                        | 58                                                                        | 59                                                                        | 68                                                                        | 78                                                                        | 83                                                                        | 82                                                                        | 81                                                                        | 79                                                                        | 77                                                                        | 73                                                                        | 72                                                                        |
| Số giờ nắng trung bình tháng                                              | 224.5                                                                     | 219.6                                                                     | 255.4                                                                     | 244.8                                                                     | 212.2                                                                     | 135.0                                                                     | 124.3                                                                     | 144.9                                                                     | 123.5                                                                     | 143.7                                                                     | 169.8                                                                     | 200.0                                                                     | 2.197,6                                                                   |
| Nguồn: Cục Khí tượng Trung Quốc                                           |                                                                           |                                                                           |                                                                           |                                                                           |                                                                           |                                                                           |                                                                           |                                                                           |                                                                           |                                                                           |                                                                           |                                                                           |                                                                           |

## Phân chia hành chính
- Quận: 7
  - Bàn Long
  - Ngũ Hoa
  - Quan Độ
  - Tây Sơn
  - Trình Cống
  - Đông Xuyên
  - Tấn Ninh
- Thành phố cấp huyện: 1
  - An Ninh
- Huyện: 6 (3 huyện tự trị)
  - Phú Dân
  - Nghi Lương
  - Tung Minh

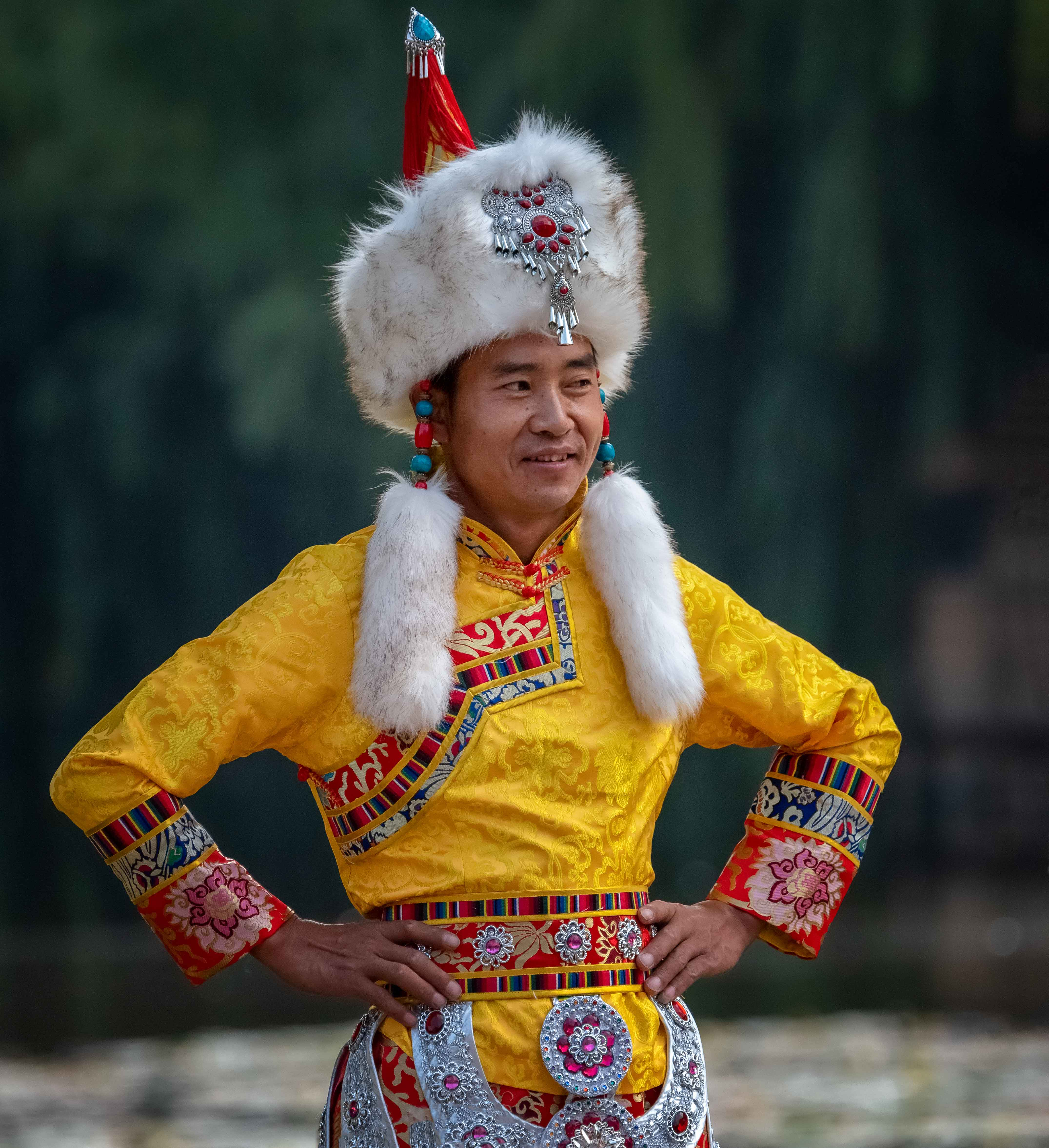
Trang phục kiểu truyền thống của một người đàn ông ở Côn Minh

  - Huyện tự trị dân tộc Di Thạch Lâm
  - Huyện tự trị dân tộc Di-Miêu Lộc Khuyến
  - Huyện tự trị dân tộc Hồi-Di Tầm Điện

## Các trường đại học
- Đại học Vân Nam (Yunnan University, 云南大学) (thành lập năm 1923)
- Đại học Khoa học Công nghệ Côn Minh (Kunming University of Science and Technology, 昆明理工大学)
- Học viện Lâm nghiệp Tây Nam (Southwest Forestry College, 西南林学院)
- Đại học Nông nghiệp Vân Nam (Yunnan Agricultural University, 云南农业大学)
- Đại học Sư phạm Vân Nam (Yunnan Normal University, 云南师范大学)
- Học viện Đông Y Vân Nam (Yunnan University of Traditional Chinese Medicine, 云南中医学院)
- Học viện Tài chính Kinh tế Vân Nam (Yunnan University of Finance and Economics, 云南财贸学院)
- Đại học Y khoa Côn Minh (Kunming Medical University, 昆明医科大学)
- Đại học Côn Minh (Kunming University, 昆明大学)
- Học viện Sư phạm Côn Minh (Kunming Teacher's College, 昆明学院)

## Giao thông

### Hàng không
Sân bay quốc tế Vu Gia Bá (Kunming Wujiaba International Airport; 昆明巫家坝国际机场) nằm cách trung tâm thành phố 7,5 km về phía Nam, là một trong mười sân bay lớn nhất Trung Quốc. Sân bay Vu Gia Bá có các đường bay quốc tế đến nhiều thành phố thuộc châu Á, cũng như các đường bay nội địa và nội tỉnh.
Sân bay quốc tế mới là Sân bay quốc tế Trường Thủy Côn Minh  tại quận Quan Độ, cách trung tâm thành phố Côn Minh 24,5 km, được đưa vào sử dụng vào năm 2011 để thay thế cho Sân bay quốc tế Vu Gia Bá Côn Minh  cũ. Khi đưa vào hoạt động nó là sân bay lớn thứ 4 ở Trung Quốc và lọt TOP 80 sân bay lớn nhất Thế giới